# Королевская гвардия
Королевская гвардия — военизированное формирование, исполняющее обязанности по охране монарха, его семьи, резиденции, также исполняет церемониальные функции. В зависимости от титула монарха может также иметь название (императорская гвардия, гвардия эмира, султана, князя и т. д.). Входит в состав вооружённых сил, реже в министерство внутренних дел. Имеет численность в разных странах от роты (Монако) до бригады (Марокко).

## Формирования по странам
Представлены формирования, которые относятся к королевской гвардии, либо выполняют её функции. Отсутствие данных о той или иной стране подразумевает отсутствие сведений при условии, что подобное формирование существует. Данные на середину 2011 года.
| Страна            | Официальное название (Тип)                                                                     | Формирование                  | Численность | Дата образования | Подчинение                                    | Примечание |
| ----------------- | ---------------------------------------------------------------------------------------------- | ----------------------------- | ----------- | ---------------- | --------------------------------------------- | --- |
| Бахрейн           | Королевская гвардия                                                                            | батальон                      | нет данных  | нет данных       | Министерство обороны                          | Пехотное подразделение |
| Бельгия           | Королевская дворцовая гвардия (Royal Palace Guard) и Королевский эскорт (Belgian Royal Escort) | нет данных                    | нет данных  | нет данных       | Федеральная полиция                           | В состав входят пехотные и мобильные подразделения. |
| Бруней            | Резервная группа Гуркхов (Unit Simpanan Gurkha)                                                | нет данных                    | 2000        | 1984             | Силы безопасности министерства внутренних дел | Личный состав состоит из ветеранов Британской армии — «гуркхов». Кроме функции по охране султана, охраняют нефтяные промыслы. |
| Бутан             | Королевские телохранители Бутана (Royal Bodyguards)                                            | бригада                       | 1000        | нет данных       | Министерство обороны                          | |
| Ватикан           | Швейцарская гвардия (Guardia Svizzera Pontificia)                                              | рота                          | 110         | 1502             | Государственный секретариат                   | По традиции в её составе только швейцарские граждане; официальный язык гвардии — немецкий. Все они должны быть католиками, иметь среднее образование и пройти службу в армии. |
| Великобритания    | Королевская гвардия (Royal Guards)                                                             | гвардейская дивизия           | нет данных  | 1656             | Министерство обороны                          | В состав входят пять гвардейских полков: Гренадерский, Колдстрим, Шотландский, Ирландский, Валлийский и Лондонского полка территориальной армии, батарея - Отряд королевской конной артиллерии (King’s Troop, Royal Horse Artillery) и Полк дворцовой кавалерии (Household Cavalry Mounted Regiment) |
| Дания             | Королевская гвардия (Den Kongelige Livgarde).                                                  | полк                          | нет данных  | 1658             | Министерство обороны                          | В состав полка входят три батальона. |
| Иордания          | нет данных                                                                                     | нет данных                    | нет данных  | нет данных       | Министерство обороны                          | |
| Испания           | Королевская гвардия (Guardia Real)                                                             | полк                          | 1500        | с 8-го века      | Министерство обороны                          | Состоит из пехотного, моторизованного и кавалерийских компонентов. Так же в состав гвардии входят несколько военных оркестров. |
| Камбоджа          | Королевская гвардия                                                                            | полк                          | нет данных  | нет данных       | Министерство национальной обороны             | Так же несут охрану наиболее значимых архитектурных объектов, кроме того, в составе вооружённых сил есть отдельная группа телохранителей. |
| Катар             | Гвардия эмира                                                                                  | Бригада                       | нет данных  | нет данных       | Министерство обороны                          | Состоит из трёх полков |
| Кувейт            | Гвардия эмира                                                                                  | Бригада                       | нет данных  | нет данных       | Министерство обороны                          | |
| Люксембург        | Почетный караул                                                                                | рота                          | нет данных  | нет данных       | Министерство обороны                          | как таковой гвардейской части в герцогстве не существует, но есть рота почетного караула армии Люксембурга, которая выполняет те же функции |
| Малайзия          | Королевская гвардия                                                                            | батальон                      | нет данных  | нет данных       | Министерство обороны                          | Церемониальные функции и охраны резиденции выполняет один из батальонов 1-го королевского малайского полка. |
| Марокко           | Королевская гвардия                                                                            | бригада                       | 6000        | нет данных       | Министерство обороны                          | Подразделяется на 4 пехотных батальона и 2 эскадрона кавалерии |
| Монако            | Рота карабинеров князя (Compagnie des Carabiniers du Prince)                                   | рота                          | 112         | нет данных       | Департамент внутренних дел                    | |
| Нидерланды        | Королевская гвардия                                                                            | два полка                     | нет данных  | нет данных       | Министерство обороны                          | два гвардейских полка Garderegiment Grenadiers en Jagers и Garderegiment Fuseliers Prinses Irene, выполняющие функции королевской гвардии |
| Норвегия          | Королевская гвардия (Hans Majestet Kongens Garde (HMKG))                                       | батальон                      | нет данных  | нет данных       | Министерство обороны                          | Состоит из нескольких рот (в том числе учебной и поддержки) и военного оркестра. Талисманом считается пингвин Сэр Нильс, который официально числится почётным командиром — полковник-шеф гвардии |
| Оман              | Гвардия султана                                                                                | несколько полков и бригада    | около 6500  | нет данных       | Министерство обороны                          | В состав входят: Штаб и 2 полка спецназа, бригада (1 бронетанковый и 2 мотопехотных батальона), эскадрилья VIP в ВВС, дивизион яхт Султана в ВМС. |
| ОАЭ               | Королевская гвардия                                                                            | бригада                       | нет данных  | нет данных       | Министерство обороны                          | |
| Саудовская Аравия | Королевская гвардия                                                                            | полк                          | нет данных  | нет данных       | Министерство обороны                          | Состоит из трёх лёгких пехотных батальонов |
| Свазиленд         | нет данных                                                                                     | нет данных                    | нет данных  | нет данных       | нет данных                                    | |
| Таиланд           | Королевская гвардия                                                                            | полк                          | нет данных  | 1859             | Министерство обороны                          | |
| Тонга             | Королевская гвардия (Tonga Royal Guards)                                                       | рота (официально полк)        | 230         | 1875             | Министерство обороны                          | Численность дана с королевским военным оркестром. Выполняет также функции сухопутной армии |
| Швеция            | Королевская гвардия (Högvakten)                                                                | полк лейб-гвардии (Livgardet) | нет данных  | 1523             | Министерство обороны                          | Состоит из пехотного и кавалерийского компонентов. |
| Япония            | Главное управление полиции Императорского дворца (皇宮警察本部)                                | нет данных                    | 900         | 1947             | Национальное полицейское агентство            | Считается формированием специальной полиции, включает конную полицию для церемониальных функций. |

### Страны содружества
Кроме того, в разное время, функцию королевской гвардии выполняли воинские подразделения стран Содружества наций под главенством королевы Великобритании. Как правило, во время официальных визитов монарха в ту или иную страну.

| Подразделение                                                                               | Страна содружества              | Флаг | Дата выполнения функций |
| ------------------------------------------------------------------------------------------- | ------------------------------- | ---- | ----------------------- |
| 117-й батальон Канадского экспедиционного корпуса                                           | Канада                          |      | сентябрь 1916           |
| Подразделение армии на коронации короля                                                     | Канада                          |      | май 1937                |
| Подразделение армии на коронации короля                                                     | Австралия                       |      | май 1937                |
| 22-й полк                                                                                   | Канада                          |      | апрель 1940             |
| Шотландский полк Торонто                                                                    | Канада                          |      | апрель 1940             |
| Королевский канадский полк                                                                  | Канада                          |      | апрель 1940             |
| Подразделение армии на коронации королевы                                                   | Канада                          |      | май 1953                |
| Подразделение армии на коронации королевы                                                   | Австралия                       |      | май 1953                |
| Подразделение армии на коронации королевы                                                   | ЮАР                             |      | июнь 1953               |
| Подразделение армии на коронации королевы                                                   | Новая Зеландия                  |      | июнь 1953               |
| Подразделение армии на коронации королевы                                                   | Цейлон                          |      | июнь 1953               |
| Подразделение армии на коронации королевы                                                   | Пакистан                        |      | июнь 1953               |
| Королевский артиллерийский полк Новой Зеландии                                              | Новая Зеландия                  |      | 1964                    |
| 1-й батальон королевского Австралийского полка                                              | Австралия                       |      | апрель 1988             |
| 3-й батальон легкой пехоты имени принцессы Патриции                                         | Канада                          |      | апрель-май 1998         |
| 2-й батальон                                                                                | Ямайка                          |      | апрель 1999             |
| Австралийская федеральная гвардия + военный оркестр Королевского военного колледжа, Дантрун | Австралия                       |      | июль 2000               |
| 2-й батальон Канадского королевского полка                                                  | Канада                          |      | Сентябрь 2000           |
| Королевский полк Гибралтара (официально входит в состав Британской армии)                   | колониальное владение Гибралтар |      | март 2001               |
| 1-й батальон                                                                                | Ямайка                          |      | июль 2007               |
| 1-й батальон королевского полка Малайзии + военный оркестр                                  | Малайзия                        |      | апрель 2008             |

### Другие страны
В следующих странах с монархической формой правления вообще не существуют подразделения, которые можно было бы отнести к гвардии, а есть только немногочисленная личная охрана: в королевстве  Лесото и княжестве  Лихтенштейн (охрану князя несет Корпус безопасности (38 человек) национальной полиции). Княжество Андорра, несмотря на название, по сути является парламентской республикой.

## Галерея

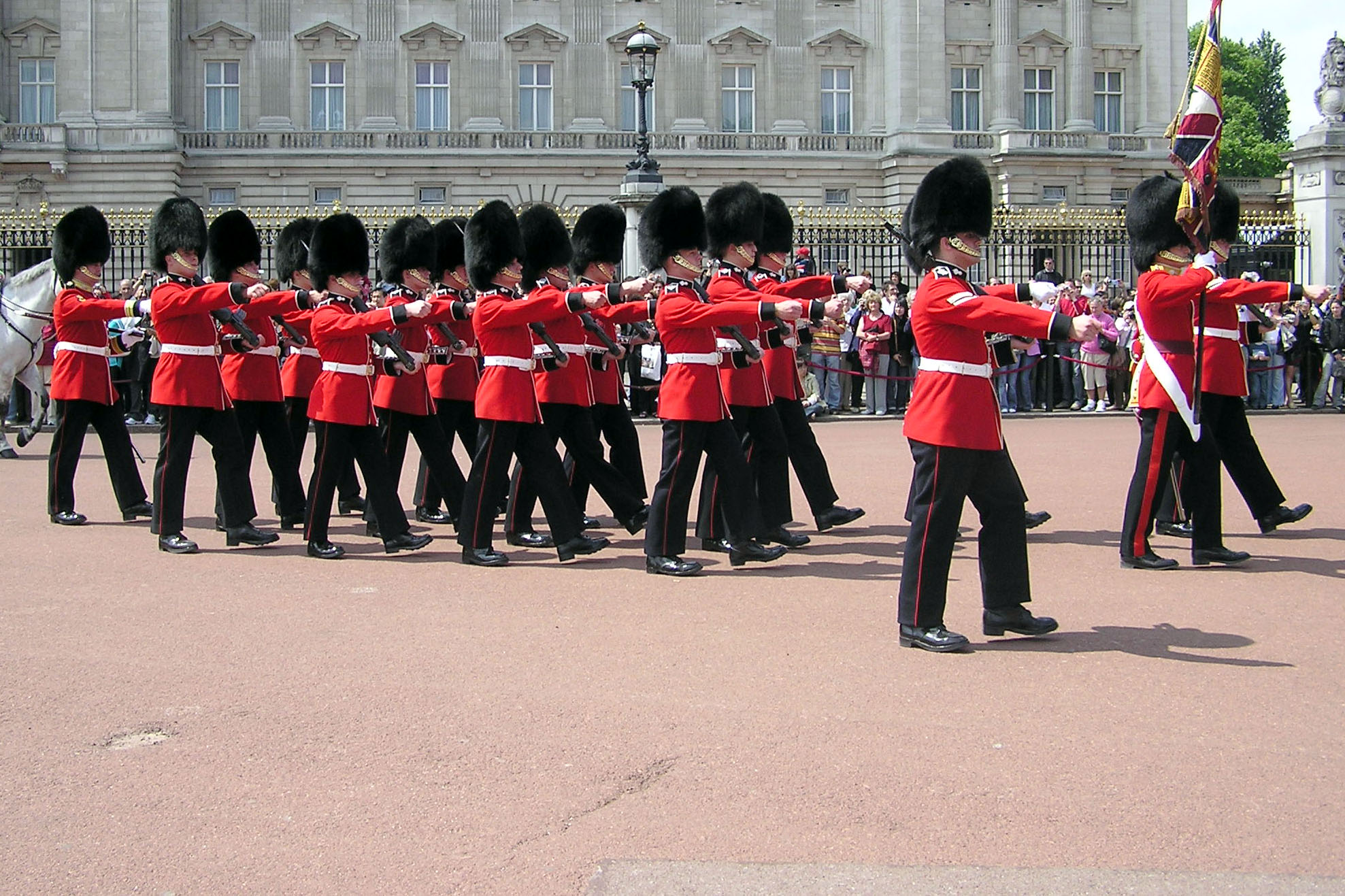
Британские гвардейцы
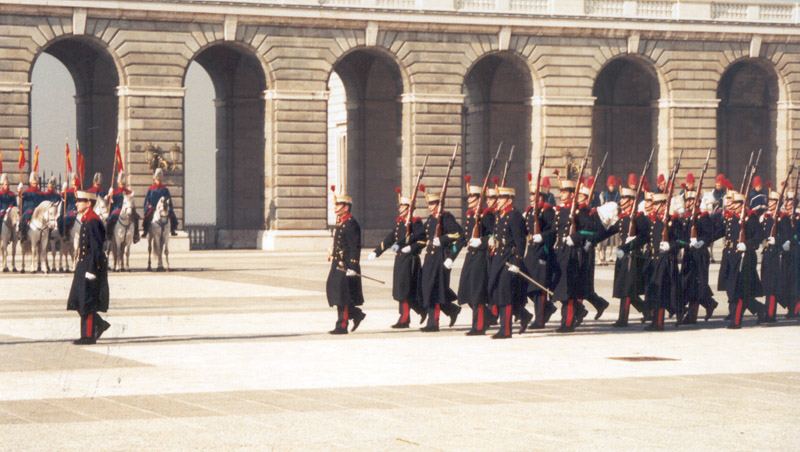
Испанская гвардия
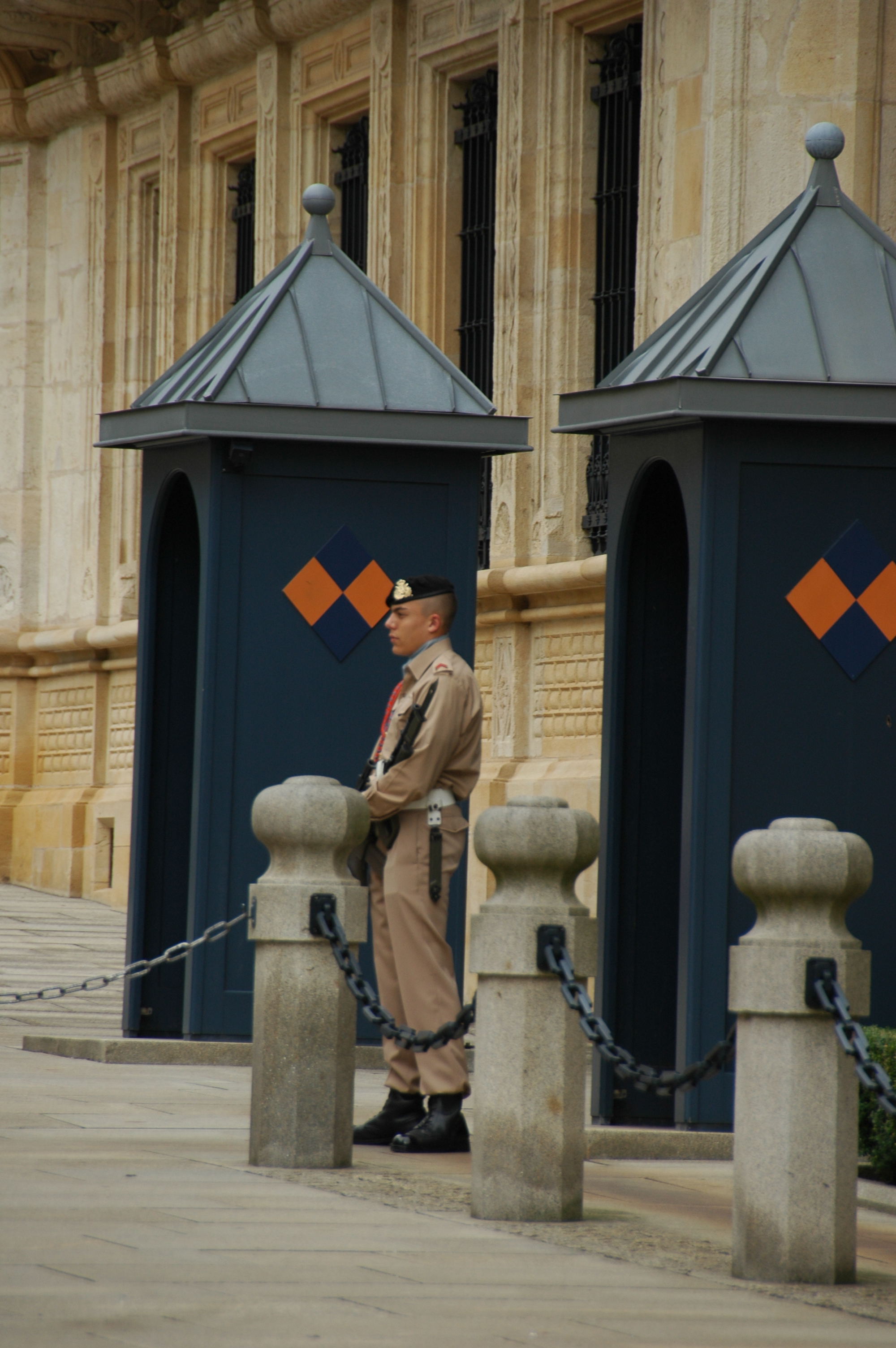
Охранник дворца великого герцога Люксембурга
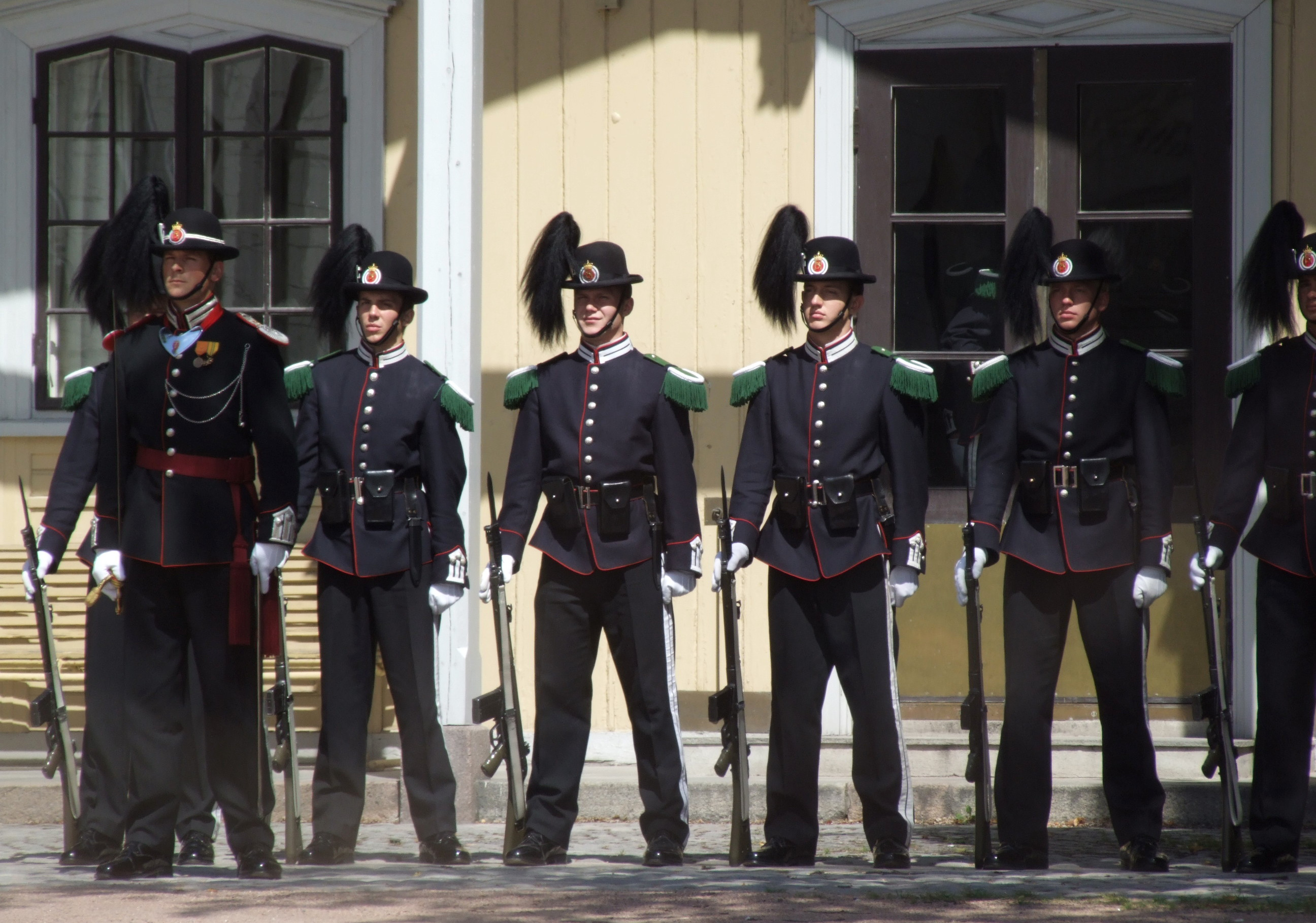
Гвардейцы Норвегии
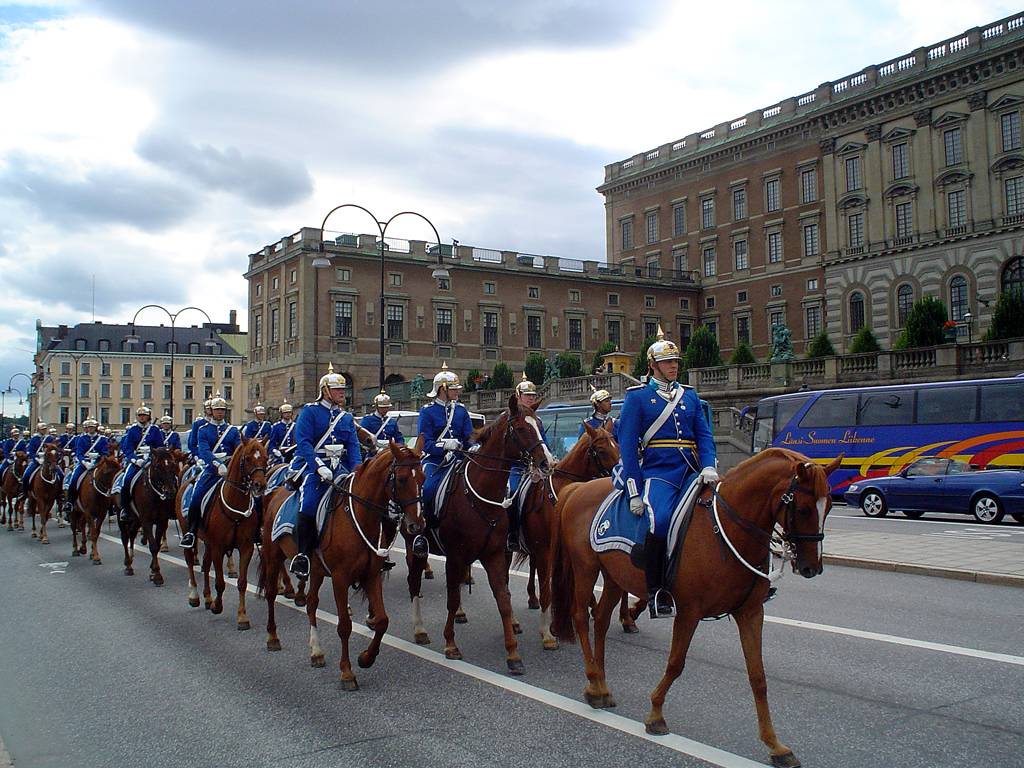
Эскадрон кавалерии Гвардии Швеции
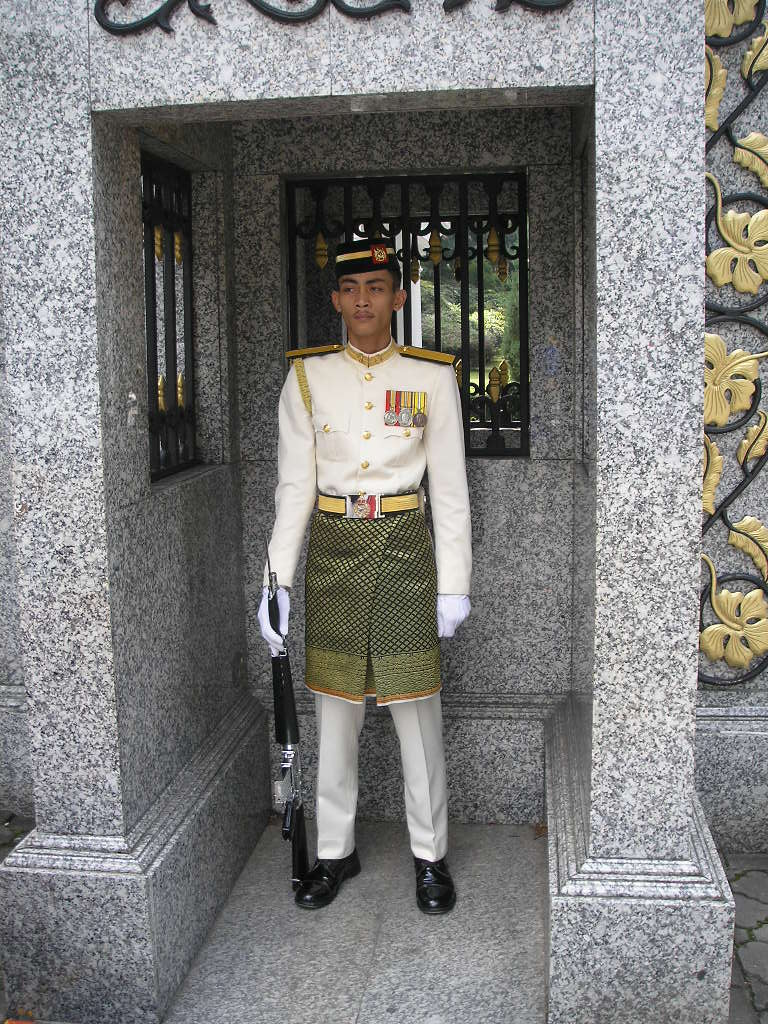
Гвардеец Малайзии
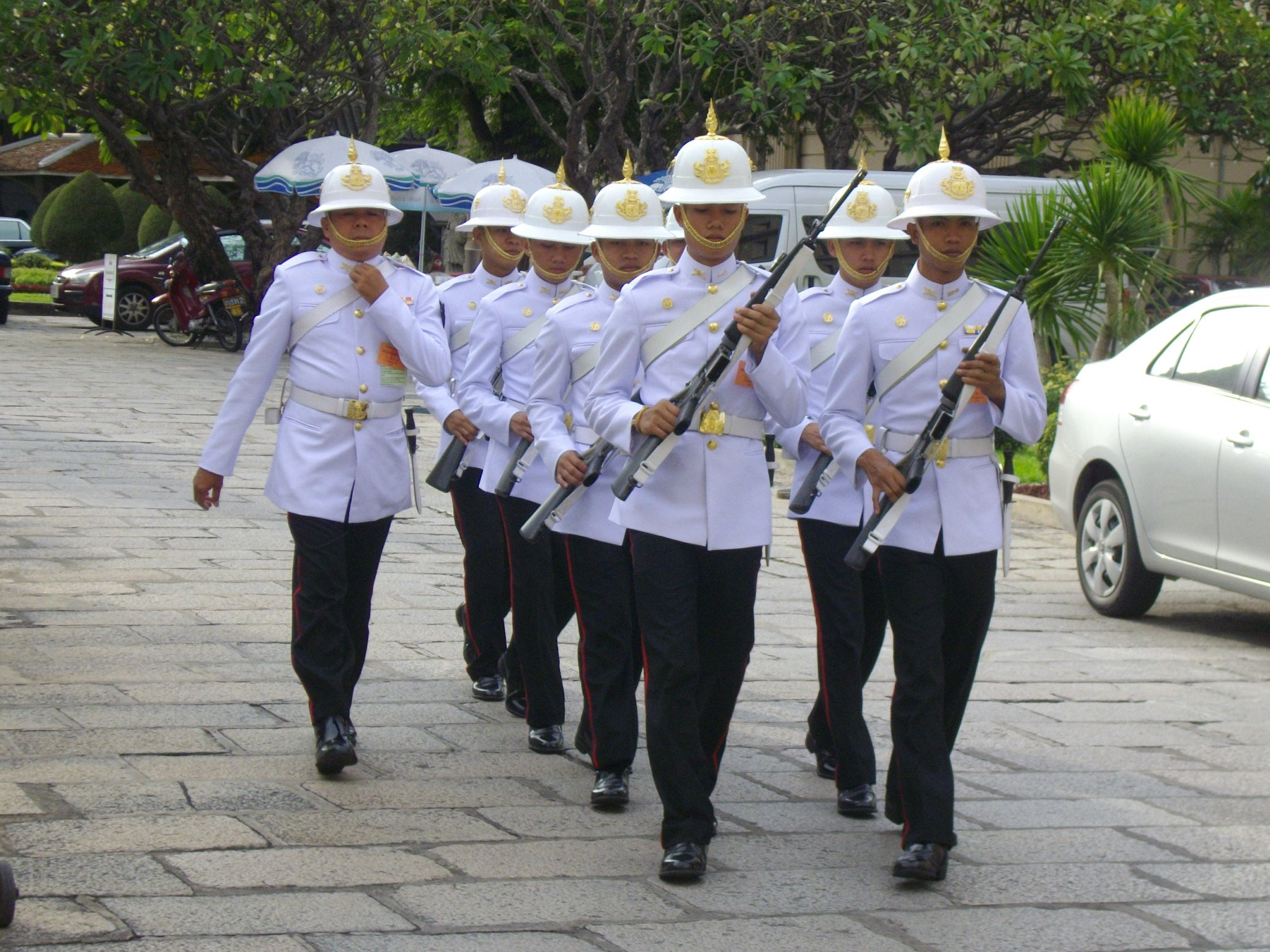
Гвардейцы Таиланда
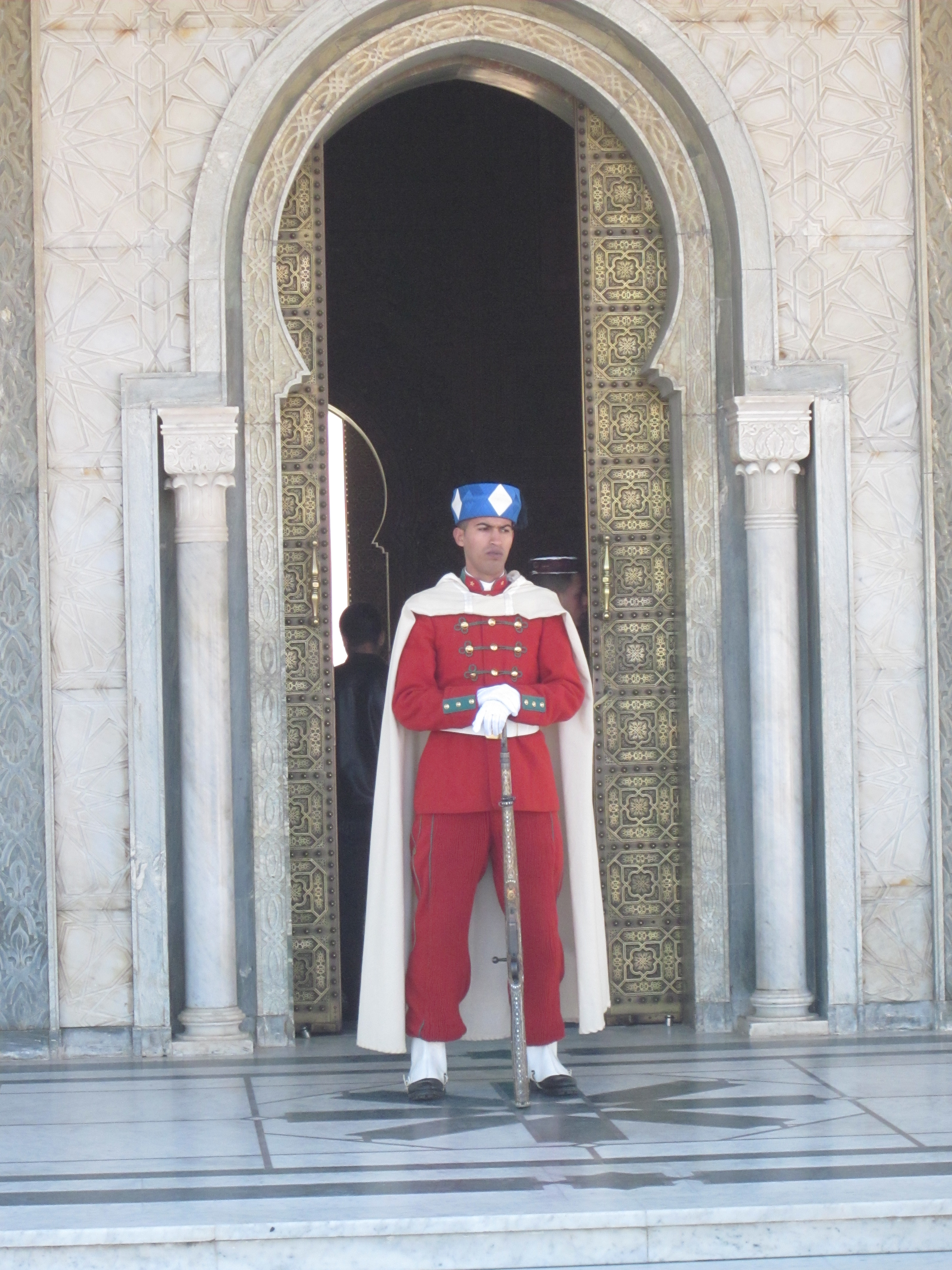
Мороканский гвардеец у мавзолея короля Мухамеда V
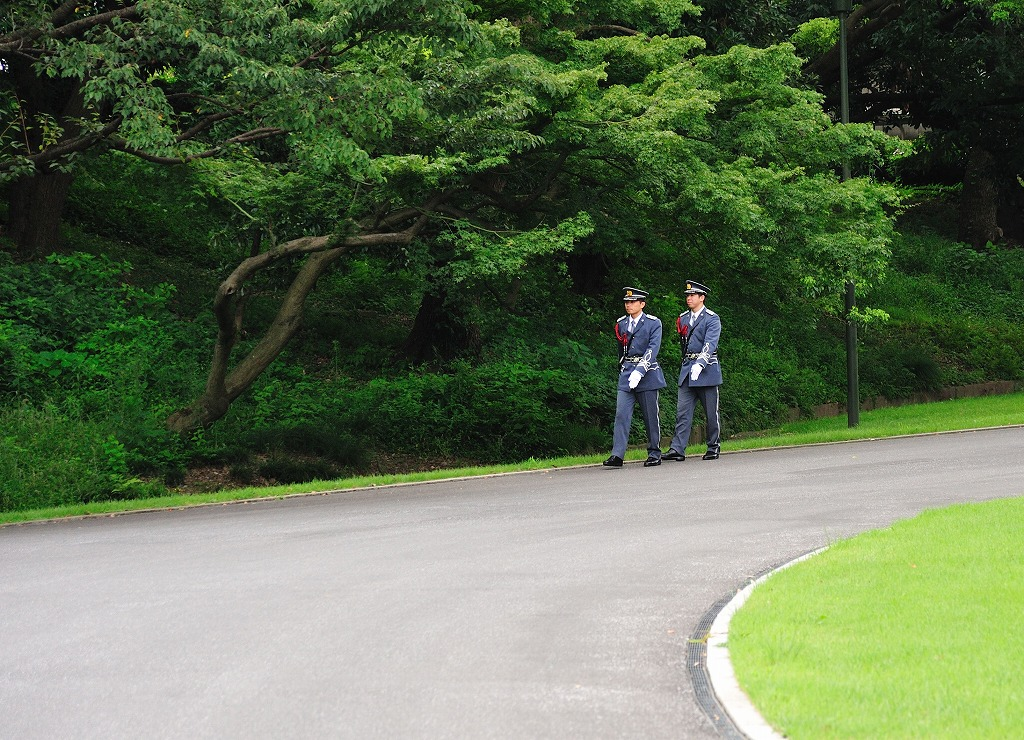
Гвардейцы императора Японии